# Kraljeva švedska akademija znanosti
Kraljeva švedska akademija znanosti (švedsko Kungliga Vetenskapsakademien, okrajšano KVA) je nevladna akademska ustanova s sedežem v Stockholmu na Švedskem, usmerjena v spodbujanje napredka znanosti in zagotavljanja njene svobode. Člani so pretežno Švedi, ustanova svoje poslanstvo izpolnjuje z vzdrževanjem mednarodnih povezav in izdajanjem različnih publikacij.
Ustanovljena je bila leta 1739 z izrazito utilitarističnim in domoljubnim ciljem koristiti državi z napredkom znanosti. Ustanovitelji so se zgledovali po obstoječih združenjih učenjakov, kot sta britanska Kraljeva družba in Francoska akademija znanosti. Med njimi je bil tudi slavni švedski prirodoslovec Carl Linnaeus. Linnaeus, gonilna sila, je prek nje uspešno lobiral za državne investicije v raziskave naravnih virov Švedske.
Akademija je danes širše znana kot ustanova, ki imenuje prejemnike treh nagrad, ki se podeljujejo iz Nobelovega sklada: Nobelove nagrade za fiziko, Nobelove nagrade za kemijo in Nagrade banke Švedske za ekonomske vede v spomin Alfreda Nobela.

## Članstvo
Od ustanovitve leta 1739 je bilo izvoljenih približno 1700 švedskih in 1200 tujih članov. Trenutno ima okoli 470 švedskih in 175 tujih članov, razdeljenih v deset razredov, ki odgovarjajo desetim področjem znanosti:
- matematika
- astronomija in vede o vesolju
- fizika
- kemija
- vede o Zemlji
- bioznanosti
- medicinske znanosti
- inženirstvo
- družboslovje
- humanistika in »za izjemen prispevek znanosti«